# Stephen Antonakos
Stephen Antonakos (griechisch Στέφανος Αντωνάκος Stephanos Antonakos; * 1. November 1926 in Agios Nikolaos, Lakonien; † 17. August 2013 in New York City) war ein griechisch-US-amerikanischer Lichtkünstler.

## Leben und Werk

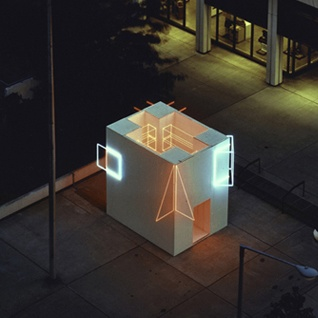
„The Room“ von Stephen Antonakos, 1974

Stephanos Antonakos wurde in einem kleinen Dorf in Südgriechenland geboren. Seine Familie zog 1930 nach New York City und wuchs, nun den Vornamen Stephen tragend, in Bay Ridge, Brooklyn auf. Nach dem Abschluss an der Fort Hamilton High School in Brooklyn wurde er von 1945 bis 1947 als Soldat auf den Philippinen eingesetzt. Er besuchte das New York State Institute of Applied Arts and Sciences in Brooklyn und war als Illustrator tätig. Abends betätigte er sich künstlerisch und 1960 entstanden die ersten bekannten abstrakten Werke mit Neonlicht.
Über 50 Werke im öffentlichen Raum wurden in Athen, Bari, Dijon, Frankfurt, Los Angeles, New York, Odessa, Tel Aviv, Tokio und Seattle realisiert.
In zweiter Ehe war Antonakos mit der Autorin Naomi Spector verheiratet.

## Ausstellungen (Auswahl)
- 2020: A Space Full of Drawings and a Drawing in Space, Daniel Marzona, Berlin, Deutschland
- 2017: documenta 14, Kassel (posthum)
- 2012: Neon, la materia luminosa dell’arte, MACRO Museo d’Arte Contemporanea di Roma, Rom, Italien
- 2009: In and Out of Amsterdam: art & project, Museum of Modern Art, New York, NY, USA
- 2007: The Abstract Impulse: Fifty Years of Abstraction at the National Academy 1956–2006, National Academy Museum and School, NY, USA
- 2005: Drawings, Neue Nationalgalerie, Berlin, Deutschland
- 2002: Adventure of Medias; Sound, Light, and Image, Kamakura Gallery, Kanagawa, Japan
- 2002: Probation Area: Arte Povera, Conceptual Art, Minimal Art, Land Art: The Marzona Collection, Hamburger Bahnhof, Berlin, Deutschland
- 2001: Im Spiegel der Freiheit: Giannis Tsarouchis, Stephen Antonakos, George Hadjimichalis, Schirn Kunsthalle Frankfurt Frankfurt am Main, Kurator:  Hellmut Seemann
- 2000: (e così via) (and so on): 99 Artist from the Marzona Collection: arte povera, minimal art, land art, Galleria Comunale d'Arte Contemporanea, Rom, Italien
- 1999: Antonakos: „Welcome“ and „Chapel for P.S. 1“, MoMA PS1, New York City
- 1997: Chapel of the Heavenly Ladder, 47th International Art Exhibition Venice Biennale, Biennale di Venezia, Venedig, Italien
- 1989: ARTEC, 1st International Biennale, Nagoya, Japan
- 1987: Mathematik in der Kunst der Letzten Dreissig Jahre, Wilhelm-Hack-Museum, Ludwigshafen am Rhein, Kurator: Bernhard Holedzek
- 1977: documenta 6, Kassel, Kurator: Manfred Schneckenburger[5]
- 1975: USA Zeichnungen 3, Schloss Morsbroich, Leverkusen, Kuratoren: Rolf Wedewer und Rolf Ricke
- 1975: Eight Artists, Eight Attitudes, Eight Greeks, Institute of Contemporary Arts, London, UK
- 1973: Works in Spaces, San Francisco Museum of Modern Art, San Francisco, CA, USA
- 1973: American Drawings, Whitney Museum of American Art, New York City, Kuratorin: Elke M. Solomon
- 1970: Preliminary Drawings, Museum of Modern Art, New York, NY, USA.
- 1966: Kunst-Light-Kunst, Van Abbemuseum, Eindhoven, Kurator: Jean Leering[6]

## Auszeichnungen
- 2011: Lifetime Achievement Awards von der National Academy Museum and School und von der Greek American Foundation.
- 2004: Wahl zum Vollmitglied (NA) der National Academy Museum and School, New York[7]